# Bernhardinerkloster (Alwernia)

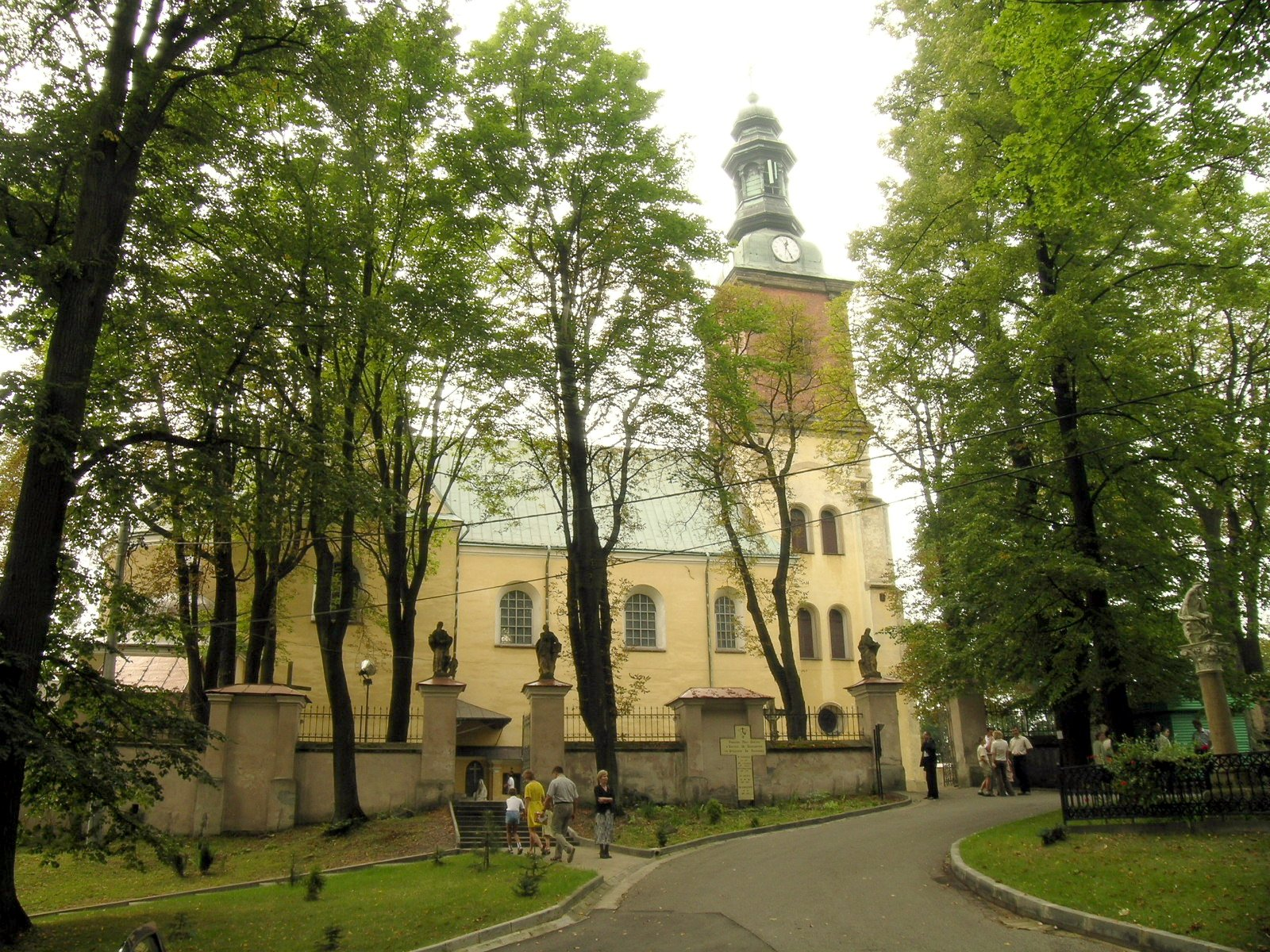
Klosterkirche Alwernia

Das Bernhardinerkloster von Alwernia mit der Kirche der Stigmata des heiligen Franz ist ein Kloster der Bernhardiner und ein polnischer Wallfahrtsort in Alwernia, um 28 km westlich von Krakau. Es wurde 1616 auf Initiative des Grundbesitzers Krzysztof Koryciński gegründet. Besucht wird es vor allem am 17. September, an dem die franziskanischen Orden den Gedenktag der Stigmatisation des heiligen Franz von Assisi begehen. Bekannt ist der Ort durch das Gnadenbild Ecce homo.

## Geschichte
Der Gründer des Klosters Alwernia war Krzysztof Koryciński, Kastellan von Wojnicz und Gouverneur von Gniewków und somit der Eigentümer der umliegenden Dörfer. Die Idee für den Bau des Klosters entstand bei einem Besuch des Wallfahrtsorts der Stigmatisation des heiligen Franziskus in La Verna (lat. Alvernia) in Italien. Im Jahr 1616 entstand eine Holzkirche nahe dem Dorf Poręba Żegoty auf einem Hügel namens Podskały (etwa Subskalen), der an die italienische Landschaft um die Einsiedelei von La Verna erinnerte. Der Bau einer barocken Backsteinkirche erfolgte in den Jahren 1625 bis 1656. Von 1703 bis 1708 wurde eine kleine Kapelle für das Gnadenbild Ecce Homo angebaut. Im Jahr 1897 fügte Stefan Podworski einen 55 Meter hohen Turm hinzu.
Auf der Ostseite des Klosterhügels wurde 1796 die Stadt Alwernia gegründet. Im Lauf der Zeit übernahmen die Bernhardiner auch die Seelsorge für die Bewohner, so dass die Klosterkirche heute auch die Pfarrkirche des Ortes ist. Im 19. Jahrhundert nahm die Wallfahrt stark zu, vor allem durch Pilger aus Oberschlesien. Zum Konvent zählen heute sieben Ordensleute. 2011 wurde das Dach der Kirche durch ein Feuer zerstört.

## GnadenbildEcce Homo

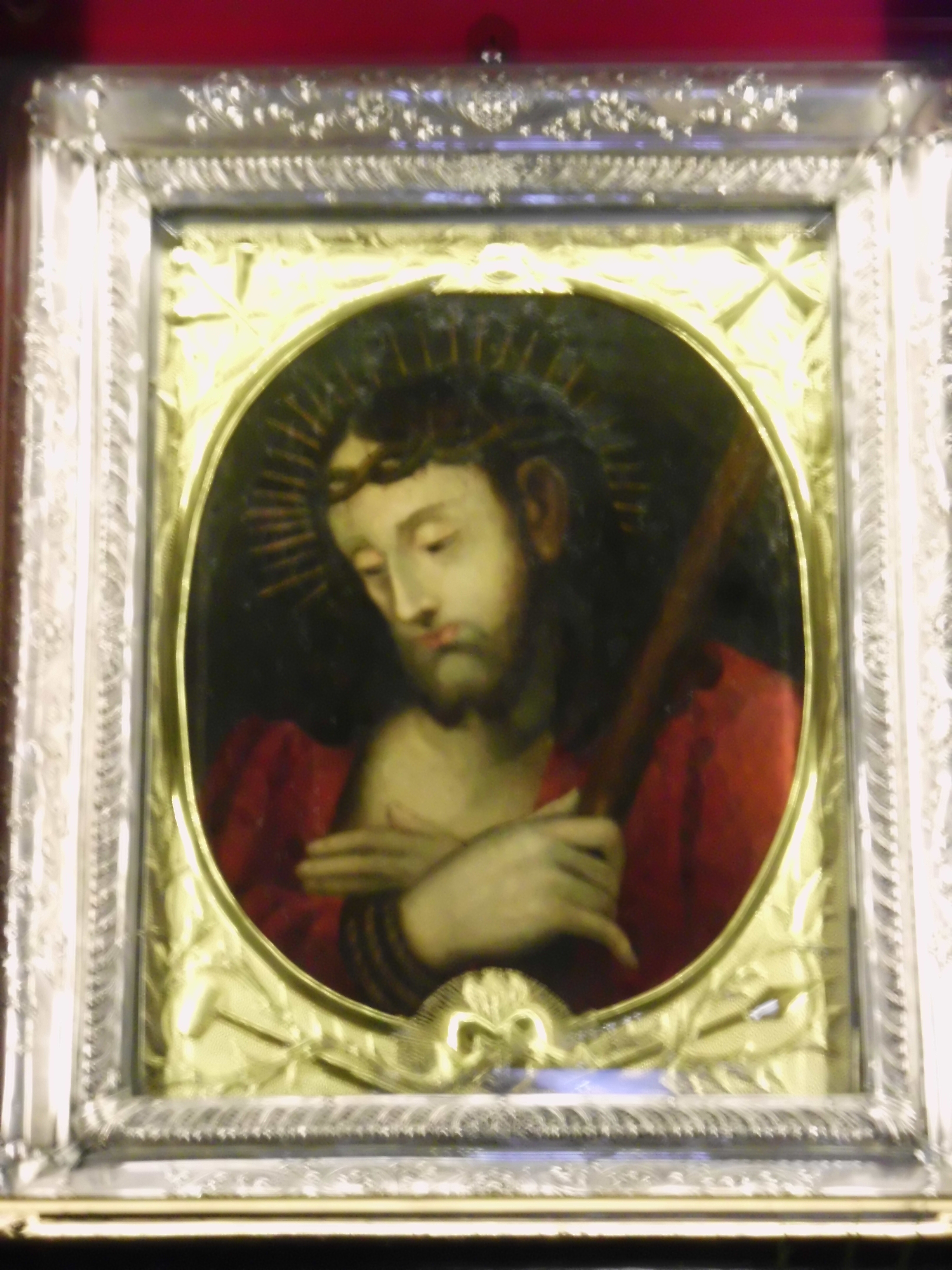
Ecce homo in Alwernia

Die erste Erwähnung des Gnadenbildes stammt aus dem Jahr 1453. Das Bild soll aus der Kapelle des Kaisers Konstantin VII. stammen. Nach dem Fall von Konstantinopel ließ Mehmed II. das Bild nicht zerstören. Ferdinand II. soll es schließlich von Murad IV. erworben und in den schwersten Stunden des Dreißigjährigen Krieges davor gebetet haben. Über einen hohen Beamten und weitere Zwischenstationen gelangte es schließlich in die Klosterkirche von Alwernia. Das Bild in einem Messingrahmen mit den Maßen 65 cm × 50 cm ist auf Leinwand gemalt und geklebt. Im Jahr 1700 wurde es von Pilgern mit einem Silberrahmen geschmückt. In der Nacht vom 12. auf den 13. Januar 1984 wurden die Edelmetallverzierungen gestohlen. Dieser wurde aber wieder ergänzt.

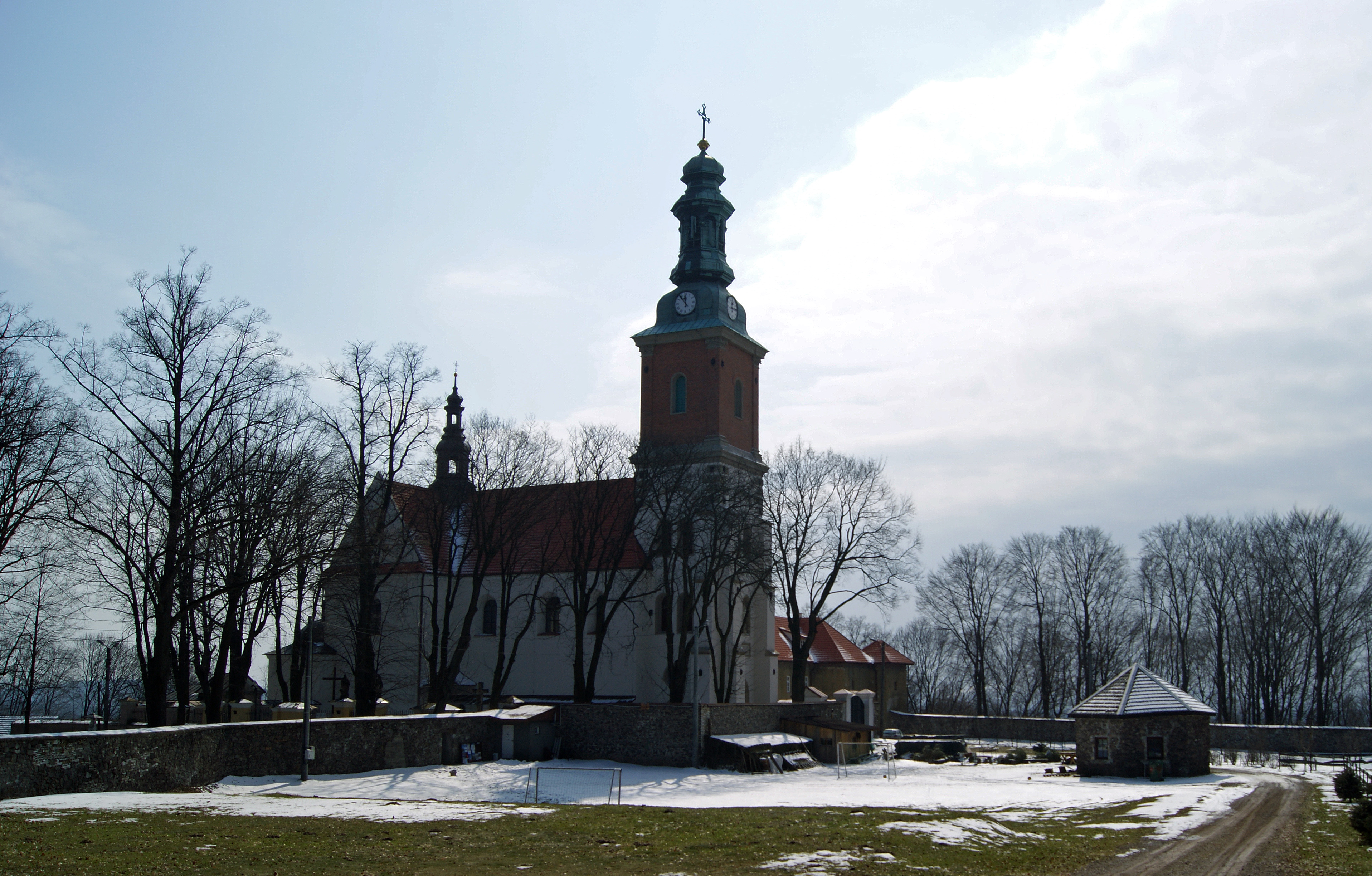
Klosterkirche
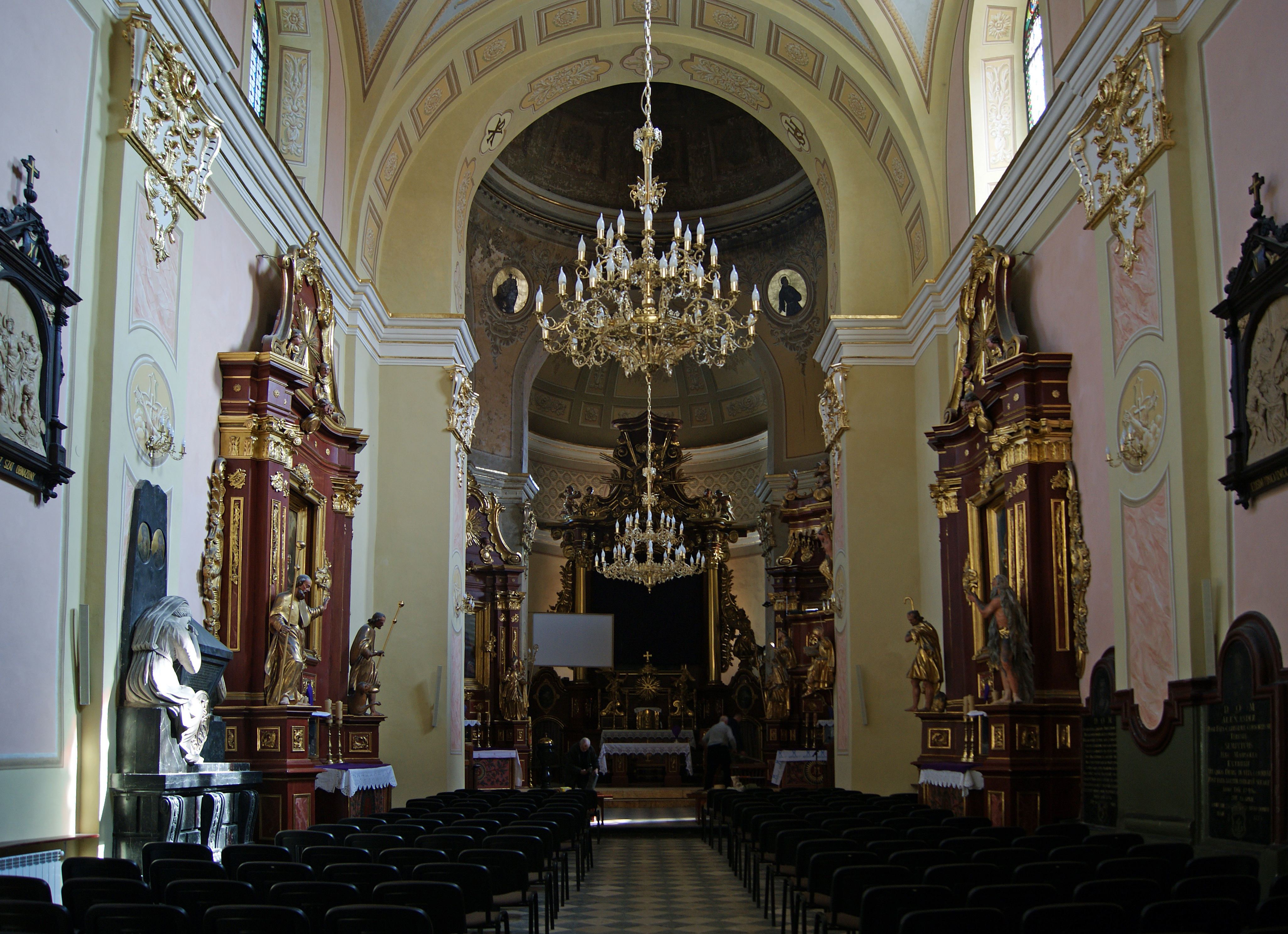
Chor
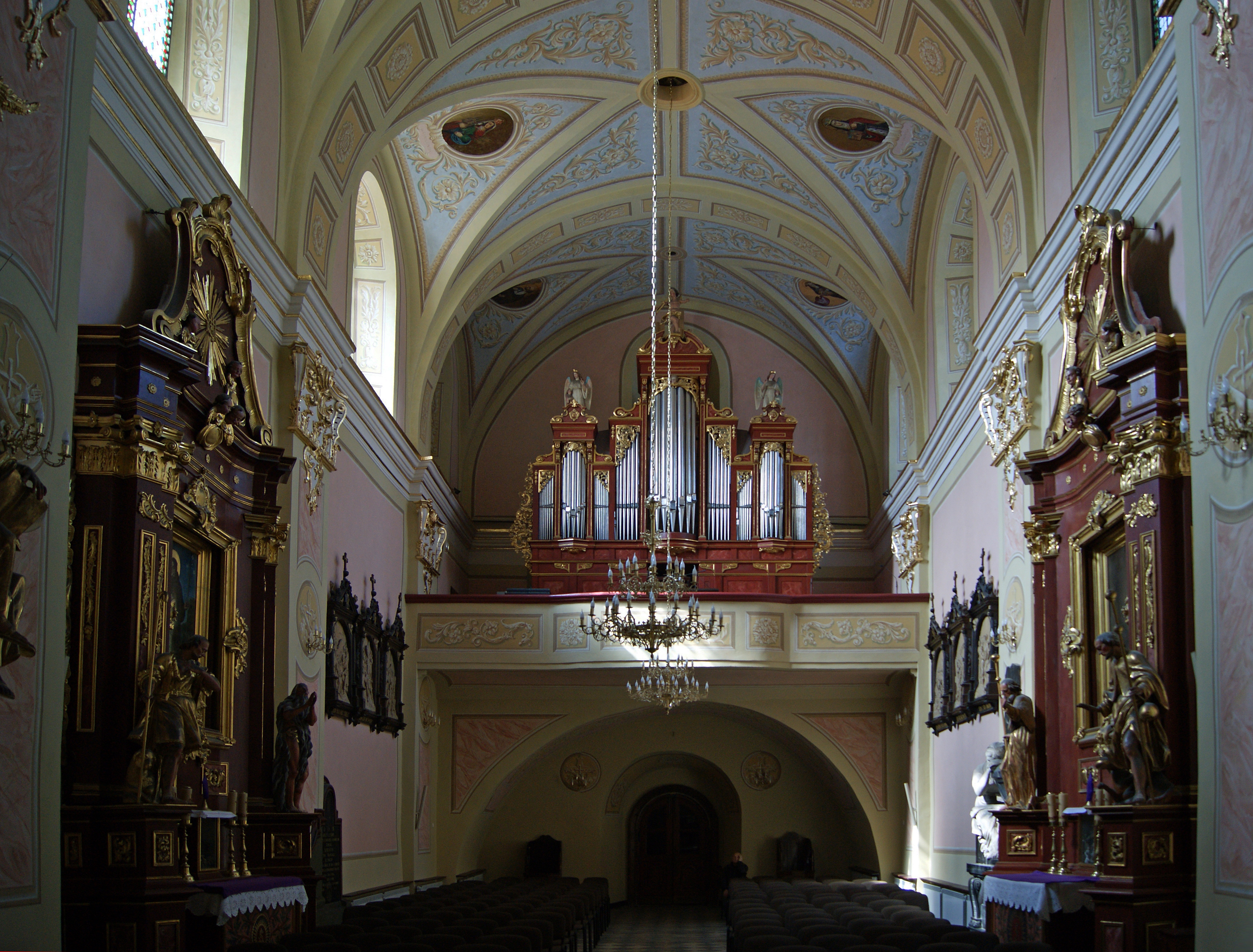
Orgel
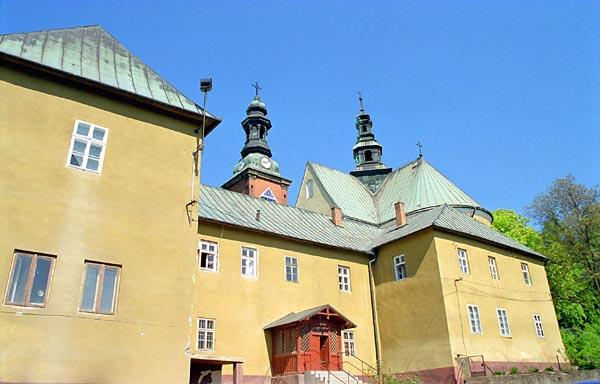
Klostergebäude